# Brad Hornung Trophy
Die Brad Hornung Trophy ist eine Trophäe der Western Hockey League. Die Auszeichnung wird seit Ende der Saison 1966/67 jährlich an den sportlich fairsten Spieler der WHL vergeben. Der Sieger nimmt seit 1990 auch an der Wahl zum CHL Sportsman of the Year teil.
Die Trophäe ist nach Brad Hornung benannt, einem Spieler der Regina Pats, der seit einem Ligaspiel am 1. März 1987 gelähmt ist. Daher trägt die Trophäe ihren Namen erst seit 1987. Zuvor hieß die Auszeichnung CMJHL Most Gentlemanly Player Award (1966–1967), WCHL Most Gentlemanly Player Award (1967–1978) und WHL Most Gentlemanly Player Award (1978–1987).

## Liste der Gewinner
- Jahr: Nennt das Jahr, in dem der Spieler die Brad Hornung Trophy gewonnen hat.
- Gewinner: Nennt den Namen des Gewinners.
- Team: Nennt das Franchise, für das der Spieler zum damaligen Zeitpunkt gespielt hat.

- Gelb unterlegte Spieler wurden in dieser Saison auch als CHL Sportsman of the Year ausgezeichnet.

| Jahr | Preisträger       | Team                   |
| ---- | ----------------- | ---------------------- |
| 2025 | Berkly Catton     | Spokane Chiefs         |
| 2024 | Brayden Yager     | Moose Jaw Warriors     |
| 2023 | Brayden Yager     | Moose Jaw Warriors     |
| 2022 | Logan Stankoven   | Kamloops Blazers       |
| 2021 | Eli Zummack       | Spokane Chiefs         |
| 2020 | Seth Jarvis       | Portland Winterhawks   |
| 2019 | Justin Almeida    | Moose Jaw Warriors     |
| 2018 | Aleksi Heponiemi  | Swift Current Broncos  |
| 2017 | Tyler Steenbergen | Swift Current Broncos  |
| 2016 | Tyler Soy         | Victoria Royals        |
| 2015 | Rourke Chartier   | Kelowna Rockets        |
| 2014 | Sam Reinhart      | Kootenay Ice           |
| 2013 | Dylan Wruck       | Edmonton Oil Kings     |
| 2012 | Mark Stone        | Brandon Wheat Kings    |
| 2011 | Tyler Johnson     | Spokane Chiefs         |
| 2010 | Jason Bast        | Moose Jaw Warriors     |
| 2009 | Tyler Ennis       | Medicine Hat Tigers    |
| 2008 | Tyler Ennis       | Medicine Hat Tigers    |
| 2007 | Aaron Gagnon      | Seattle Thunderbirds   |
| 2006 | Kris Russell      | Medicine Hat Tigers    |
| 2005 | Kris Russell      | Medicine Hat Tigers    |
| 2004 | Nigel Dawes       | Kootenay Ice           |
| 2003 | Boyd Gordon       | Red Deer Rebels        |
| 2002 | Ian White         | Swift Current Broncos  |
| 2001 | Matt Kinch        | Calgary Hitmen         |
| 2000 | Trent Hunter      | Prince George Cougars  |
| 1999 | Matt Kinch        | Calgary Hitmen         |
| 1998 | Cory Cyrenne      | Brandon Wheat Kings    |
| 1997 | Kelly Smart       | Brandon Wheat Kings    |
| 1996 | Hnat Domenichelli | Kamloops Blazers       |
| 1995 | Darren Ritchie    | Brandon Wheat Kings    |
| 1994 | Lonny Bohonos     | Portland Winter Hawks  |
| 1993 | Rick Girard       | Swift Current Broncos  |
| 1992 | Steve Junker      | Spokane Chiefs         |
| 1991 | Pat Falloon       | Spokane Chiefs         |
| 1990 | Bryan Bosch       | Lethbridge Hurricanes  |
| 1989 | Blair Atcheynum   | Moose Jaw Warriors     |
| 1988 | Craig Endean      | Regina Pats            |
| 1987 | Len Nielson       | Regina Pats            |
| 1987 | Dave Archibald    | Portland Winter Hawks  |
| 1986 | Randy Smith       | Saskatoon Blades       |
| 1986 | Ken Morrison      | Kamloops Blazers       |
| 1985 | Cliff Ronning     | New Westminster Bruins |
| 1984 | Mark Lamb         | Medicine Hat Tigers    |
| 1983 | Darren Boyko      | Winnipeg Warriors      |
| 1982 | Mike Moller       | Lethbridge Broncos     |
| 1981 | Steve Tsujiura    | Medicine Hat Tigers    |
| 1980 | Steve Tsujiura    | Medicine Hat Tigers    |
| 1979 | Errol Rausse      | Seattle Breakers       |
| 1978 | Steve Tambellini  | Lethbridge Broncos     |
| 1977 | Steve Tambellini  | Lethbridge Broncos     |
| 1976 | Blair Chapman     | Saskatoon Blades       |
| 1975 | Danny Arndt       | Saskatoon Blades       |
| 1974 | Mike Rogers       | Calgary Centennials    |
| 1973 | Ron Chipperfield  | Brandon Wheat Kings    |
| 1972 | Ron Chipperfield  | Brandon Wheat Kings    |
| 1971 | Lorne Henning     | Estevan Bruins         |
| 1970 | Randy Rota        | Calgary Centennials    |
| 1969 | Bob Liddington    | Calgary Centennials    |
| 1968 | Bernie Blanchette | Saskatoon Blades       |
| 1967 | Morris Stefaniw   | Estevan Bruins         |

1. 1 2  WHL Eastern Conference
2. 1 2  WHL Western Conference